# Journal de St.-Pétersbourg
Journal de St.-Pétersbourg nebo též Journal de Saint-Pétersbourg (přibližně česky: Sanktpetěrburský žurnál) byly noviny psané ve francouzském jazyce, vydávané mezi lety 1825 až 1914 v Petrohradě v někdejším Ruském impériu. Journal de St.-Pétersbourg byl vydáván v nepravidelných intervalech, někdy i s poměrně dlouhými prodlevami. Po určitou dobu sloužil i jako oficiální informační bulletin ruského ministerstva zahraničí.